# Goldman Sachs
Goldman Sachs Group, Inc. – jeden z największych banków inwestycyjnych na świecie, założony w 1869 z siedzibą w Nowym Jorku. Wartość zarządzanych aktyw na rok 2024 wynosiło 3,14 bln USD.
Goldman Sachs Group Inc. ma biura w głównych centrach finansowych takich jak: Nowy Jork, Londyn, Chicago, Los Angeles, San Francisco, Frankfurt, Zurych, Paryż, São Paulo, Bangalore, Mumbaj, Hongkong, Pekin, Singapur, Salt Lake City, Sydney, Dubaj, Mediolan, Melbourne, Tokio, Tajpej, Moskwa, Toronto, a od maja 2011 także w Warszawie.
Goldman Sachs działa jako doradca finansowy dla największych przedsiębiorstw, rządów i najbogatszych rodzin na świecie. Działa jako bezpośredni dealer w kontaktach z Bankiem Federalnym w Stanach Zjednoczonych.

## Historia

### 1869–1929
Bank został założony w 1869 przez niemieckiego imigranta żydowskiego pochodzenia Marcusa Goldmana. W 1882 do firmy dołączył jego zięć, również żydowskiego pochodzenia, Samuel Sachs, co spowodowało zmianę nazwy na Goldman Sachs. Spółka wyrobiła sobie markę dzięki pionierskiemu wykorzystaniu papierów komercyjnych dla przedsiębiorstw i w 1896 akcje banku zostały dopuszczone do obrotu na Nowojorskiej Giełdzie Papierów Wartościowych. Na początku XX wieku był liczącym się graczem w przeprowadzaniu ofert publicznych.

### 1929–1980
Reputacja firmy znacznie ucierpiała na skutek kryzysu z roku 1929. W 1930 Sidney Weinberg postanowił skupić działalność banku na transakcjach inwestycyjnych. Miał być to element poprawy nadszarpniętego wizerunku. Za czasów Weinberga bank zaczął prowadzić badania nad sposobami inwestowania, a także powstał w nim dział zajmujący się obligacjami komunalnymi. W tym czasie Goldman Sachs był jednym z pierwszych banków stosujących strategię risk arbitrage.
W latach 50. do banku dołączył Gus Levy, który był pionierem w strategii handlowania block trading.
Kolejny kryzys bank przeżywał w 1970, kiedy to zbankrutowała spółka Penn Central Railroad Company. Była to największa upadłość jak do tamtego czasu, a Goldman Sachs przeprowadził emisję większości akcji.
W latach 70. bank otworzył w Londynie pierwsze zagraniczne biuro. Rozwijał także usługi wealth management i fixed income. W 1974 zastosował strategię białego rycerza do obrony Electric Storage Battery przed wrogim przejęciem ze strony Nickel i rywala Goldmana Morgan Stanley. Ugruntowało to pozycję banku jako doradcy inwestycyjnego.

### 1980–1999
W latach 80. Goldman kupił firmę J. Aron & Company, która zajmowała się handlem surowcami, głównie kawą i złotem. Pracował w niej były prezes banku Lloyd Blankfein.
W 1986 powstał Goldman Sachs Asset Management, który zajmuje się obecnie głównie funduszami hedgingowymi. W tym samym roku bank przeprowadził IPO Microsoftu oraz dołączył do giełd w Londynie i Tokio.
Po rozpadzie Związku Radzieckiego bank zaangażował się w procesy prywatyzacyjne.
W 1994 bank otworzył swoje biuro w Pekinie.

### Od 1999
W 1999 bank zadebiutował na giełdzie. Jednak w ofercie publicznej pojawiło się tylko około 12% akcji. Henry Paulson został dyrektorem generalnym i przewodniczącym rady nadzorczej.
W 1999 Goldman kupił Hull Trading Company za 531 milionów USD, natomiast w 2000 Spear, Leeds, & Kellogg za 6,3 miliarda USD.
Paulson opuścił bank w 2006, by zostać sekretarzem skarbu Stanów Zjednoczonych. Dyrektorem generalnym i przewodniczącym rady nadzorczej został Lloyd C. Blankfein.
W lutym 2009 bank Goldman Sachs poinformował, że kończy ze spekulacją obliczoną na spadek wartości złotego. Przyznał, że na osłabianiu walut z regionu Europy Środkowo-Wschodniej zarobił dużo ponad to, co zakładał.
W 2017 Goldman Sachs wystosował notę do klientów na temat górnictwa kosmicznego. Wynika z niej, że wydobycie platyny z planetoid może być opłacalne nawet obecnymi metodami. Szacunkowy koszt jednej takiej sondy wydobywczej to około $2,6 miliarda. Jest to około 1/3 sumy zainwestowanej w Ubera.

## Działalność w Polsce
W 2010 roku Goldman Sachs otworzył biuro w Warszawie. W pierwszym okresie skupiało się ono na działalności doradczej w obszarze bankowości inwestycyjnej i mieściło się przy Placu Trzech Krzyży. W 2014 roku działalność biura została rozszerzona o działy Technologii i Operacji a liczba zatrudnionych w Polsce pracowników w 2022 roku przekroczyła 700 osób. Obecną siedzibą banku jest wieżowiec Warsaw Spire. 
W latach 2008–2013 pracownikiem banku był były Prezes Rady Ministrów, Kazimierz Marcinkiewicz.